# یواس‌اس تاچ (اف‌اف‌جی-۴۳)
یواس‌اس تاچ (اف‌اف‌جی-۴۳) (به انگلیسی: USS Thach (FFG-43)) یک کشتی است که طول آن ۴۵۳ فوت (۱۳۸ متر), در کل می‌باشد. این کشتی در سال ۱۹۸۲ ساخته شد.